# Klooster Krka

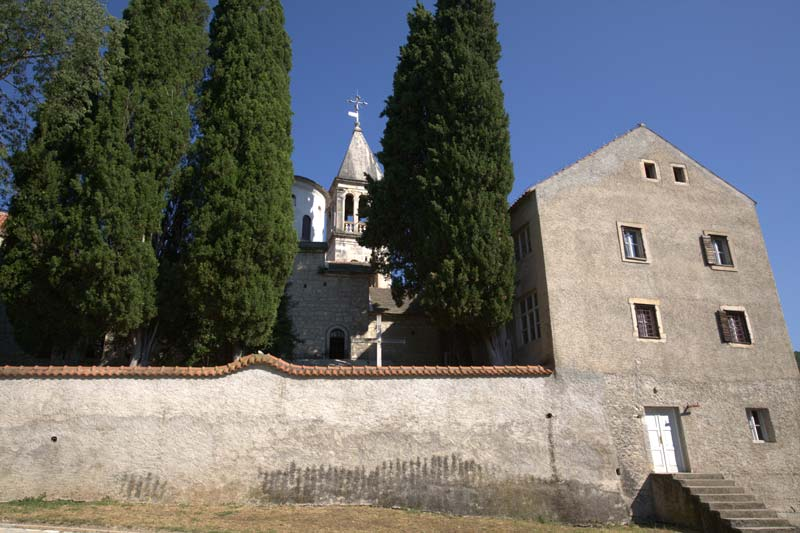
Klooster Krka

Het Klooster Krka (Kroatisch: Samostan Krka Servisch: Манастир Крка, Manastir Krka) is een Servisch-orthodox klooster gelegen aan de rivier de Krka, 3 kilometer ten oosten van Kistanje, in de regio Dalmatië in Kroatië. Het is het bekendste Servisch-orthodoxe klooster in Kroatië en is officieel beschermd als onderdeel van het Nationaal Park Krka. De eerste verwijzing naar het klooster dateert uit 1345. Het klooster is gewijd aan de aartsengel Michaël. 